# Grange aux dîmes de Foupendant
Le grange aux dîmes de Foupendant aussi dénommée ancien manoir de l'abbaye du Val Richer, dite aussi ferme de Foudenpant, est un édifice situé à Espins, en France. Il s'agit d'une grange cistercienne, datant du XIVe – XVIe siècle, et inscrite au titre des Monuments historiques.

## Localisation
Le monument est situé dans le département français du Calvados, à Espins, lieudit Foupendant, en lisière de la Forêt de Cinglais.

## Historique
La ferme construite au XIe siècle a comme objectif de contribuer aux grands défrichements dans la région. 
Le domaine est donné en 1149 par le seigneur d'Harcourt, Robert Tesson, aux religieux de Souleuvre à Carville. Il est cédé à l'Abbaye du Val-Richer en 1167.
La grange aux dîmes est datée du XIVe siècle. Le logis est daté pour sa part du XVIe siècle et fait l'objet de modifications au XIXe siècle.
Plusieurs éléments de l'édifice sont inscrits au titre des Monuments historiques depuis le 19 juin 1995 : la grange aux dîmes, ainsi que la cheminée armoriée du logis.
L'édifice est désormais utilisé comme gîte rural.

## Architecture

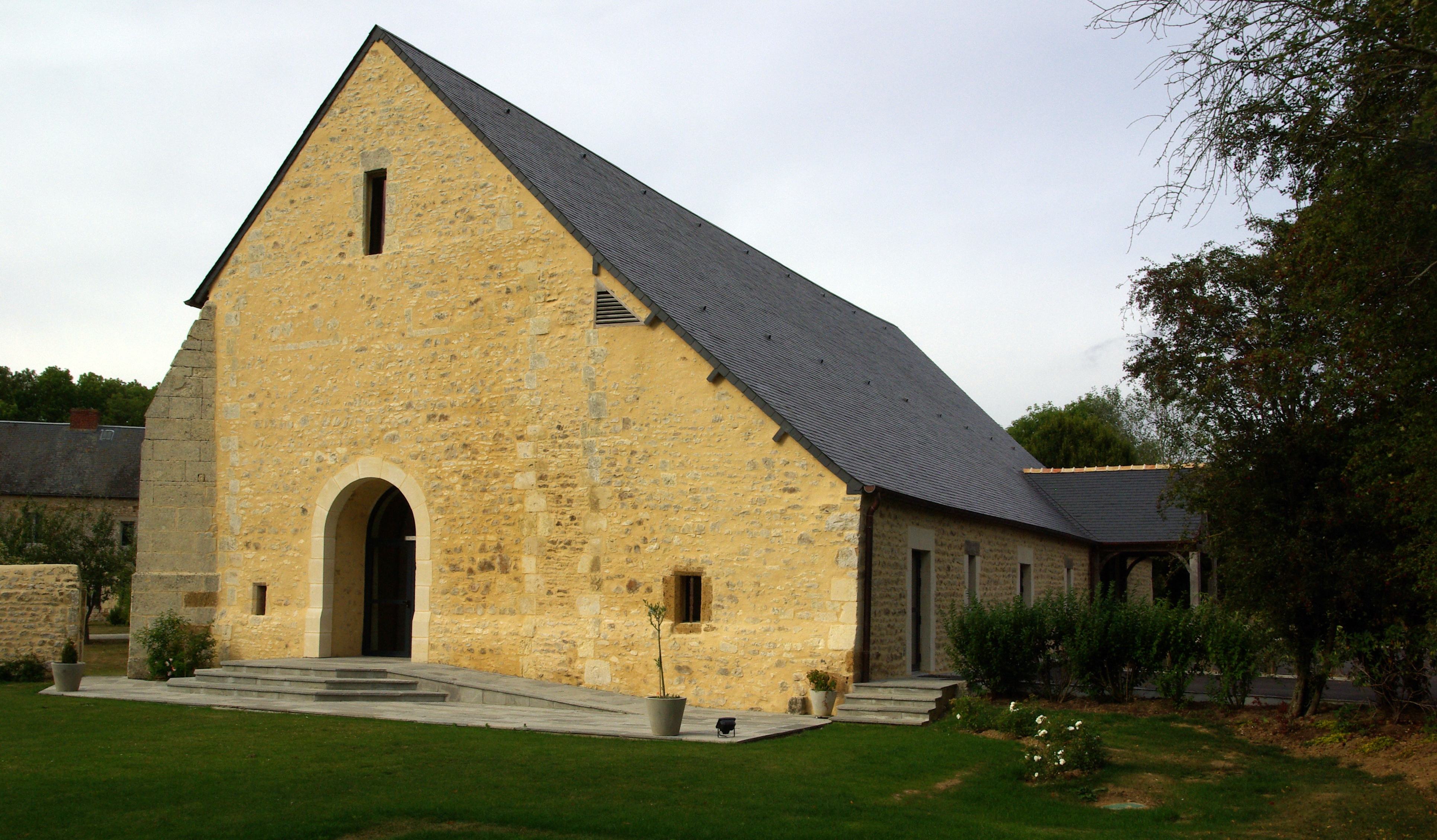
Façade de l'édifice

La grange aux dîmes est construite en schiste.
La grange fait 26 m de large. 
Les piliers carrés sont l'élément le plus remarquable de l'édifice qui est « représentati[f] de l'école cistercienne de l'Ouest de la France » et apparenté à l'édifice plus important qui est la Grange de Vaulerent.